# Schefflera marginata
Schefflera marginata är en araliaväxtart som beskrevs av José Cuatrecasas. Schefflera marginata ingår i släktet Schefflera och familjen araliaväxter.
Artens utbredningsområde är Colombia. Inga underarter finns listade.